# Potiérue
 (janvier 2025).
Potiérue est une ancienne rue de commerce de la ville de Liège (Belgique) qui relie Féronstrée à la rue de la Boucherie.

## Odonymie
La rue s'appelle Potiersrue au XVIIe siècle et rue des Potiers jusqu'aux années 1960. Il n'y a pas de source officielle concernant ce nom mais, vu le nom original de la rue, il est vraisemblable que plusieurs potiers aient eu sans doute leur atelier dans cette voirie.
Comme quelques autres voiries liégeoises, Potiérue indique la qualité de la voirie en suffixe comme Jonruelle et Bergerue.

## Histoire
Cette ancienne rue datant au moins du XIVe siècle n'était pas située exactement à l'endroit actuel. La construction de l'îlot Saint-Georges et de la cité administrative dans les années 1960 a profondément modifié ou supprimé les artères du quartier. La rue initiale était le prolongement de la rue de la Rose et se dirigeait tout droit vers la rive gauche de la Meuse à hauteur de la maison Havart et de La Batte. La rue actuelle redessinée à la fin des années 1960 ne compte évidemment aucun immeuble ancien.

## Voiries adjacentes
- Féronstrée
- Rue de la Halle
- Rue de la Boucherie